# Mattia Bais
Mattia Bais (* 19. Oktober 1996 in Rovereto) ist ein italienischer Radrennfahrer.

## Sportlicher Werdegang
Mattia Bais schloss sich wie sein jüngerer Bruder Davide Bais 2019 dem Cycling Team Friuli an und gewann für diese Mannschaft die Bergwertung des Giro della Regione Friuli Venezia Giulia. Er wechselte 2020 zum Androni Giocattoli-Sidermec, einem UCI ProTeam, für das er Ende 2019 bereits als Stagiaire fuhr. Mit dem Giro d’Italia 2020 beendete er seine erste Grand Tour als 102. der Gesamtwertung. Beim Giro d’Italia 2022 gewann er die Premio Fuga des Fahrers mit den meisten Kilometern in Ausreißergruppen. Zu Saisonbeginn 2023 erhielt er einen Vertrag beim Eolo-Kometa Cycling Team, bei welchem mittlerweile auch sein Bruder fuhr.

## Erfolge
2019
- Bergwertung Giro della Regione Friuli Venezia Giulia

2022
- Premio Fuga Giro d’Italia

## Grand Tour-Platzierungen
| Grand Tour            | 2020 | 2021 | 2022 | 2023 | 2024 | 2025 |
| --------------------- | ---- | ---- | ---- | ---- | ---- | ---- |
| Giro d’ItaliaGiro     | 102  | –    | 82   | 47   | 61   | 69   |
| Tour de FranceTour    | –    | –    | –    | –    | –    |      |
| Vuelta a EspañaVuelta | –    | –    | −    | –    | –    |      |